# Ghiberti (cràter)

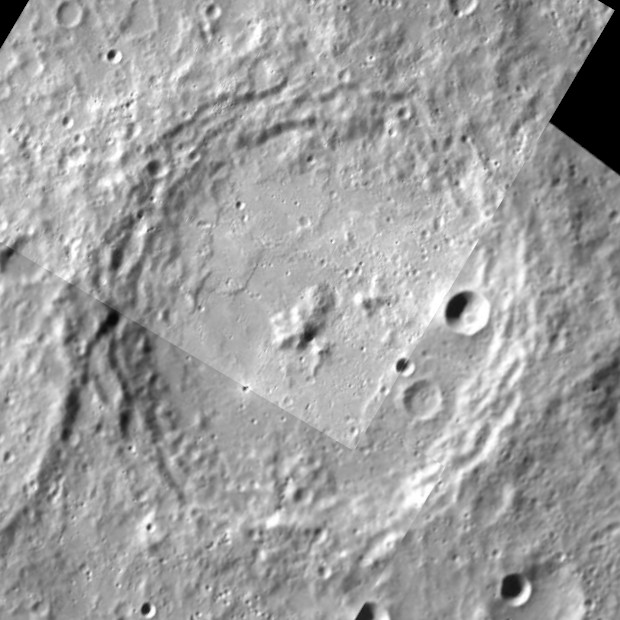
Imatge del cràter Ghiberti realitzada per la sonda Messenger.

Ghiberti és un cràter d'impacte en el planeta Mercuri de 110 km de diàmetre. Porta el nom de l'escultor italià Lorenzo Ghiberti (1378-1455), i el seu nom va ser aprovat per la Unió Astronòmica Internacional el 1976.